# Akira Tonomura
Akira Tonomura, född 25 april 1942 i Hyōgo prefektur, Japan, död 2 maj 2012, var en japansk fysiker som är mest känd för sin utveckling av elektronmikroskop för elektronholografi, påvisande av Aharonov-Bohm-effekten i fältfria rum, det vill säga verifiering av vektorpotential, som en mätbar storhet, samt dynamiska förlopp hos flödeskvanta i supraledande material. Efter studier vid Tokyouniversitetet (1965) anställdes han vid Hitachis centrala laboratorium där han utvecklade teknologi för nya elektronmikroskop. Hitachi byggde senare "Hitachi Advance Research Laboratory", HARL, för att de nya instrumenten skulle kunna utvecklas och användas i en miljö med minimala störningar. Tonomura-san avlade doktorsexamina vid Nagoya Univ. (1975) och Gakushuin Univ (1993)
Tonomura tilldelades flera vetenskapliga priser, bland annat Nishina Memorial, Japan Academy, Imperial och Franklin Institute samt var utländsk ledamot av Kungliga Ingenjörsvetenskapsakademien (invald 2006) och av amerikanska National Academy of Sciences.
Den här artikeln är helt eller delvis baserad på material från engelskspråkiga Wikipedia, Akira Tonomura, 19 september 2017.

### Fotnoter
1. 1 2  SNAC, SNAC Ark-ID: w6t854z4, läs online, läst: 9 oktober 2017.[källa från Wikidata]
2. ↑  訃報:外村彰さん７０歳＝物理学者 「ノーベル賞候補」－ 毎日ｊｐ(毎日新聞), läs online, läst: 22 juni 2012.[källa från Wikidata]
3. ↑  Gemeinsame Normdatei, läst: 25 juni 2015.[källa från Wikidata]